# Сорочень (Румунія)
Сорочень, Сорочені (рум. Soroceni) — село у повіті Ботошані в Румунії. Входить до складу комуни Унцень.
Село розташоване на відстані 376 км на північ від Бухареста, 12 км на схід від Ботошань, 90 км на північний захід від Ясс.

## Населення
За даними перепису населення 2002 року у селі проживали 168 осіб, усі — румуни. Усі жителі села рідною мовою назвали румунську.